# 클레망 아데르

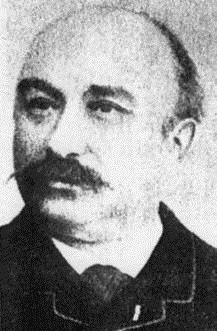
클레망 아데르

클레망 아데르(프랑스어: Clément Ader, 1841년 4월 2일 - 1925년 5월 3일)는 프랑스의 발명가이자 기술자이며, 항공학의 선구자 가운데 하나이다. 주로 글라이더를 연구하였으며, 오트가론주 뮈레에서 태어나 툴루즈에서 사망했다.